# مشروع رؤية ذوي الإعاقة
مشروع رؤية الإعاقة هو مجتمع عبر الإنترنت مخصص لإنشاء وتسجيل ومشاركة وتعزيز ثقافة الإعاقة والقصص والوسائط.
إن مشروع رؤية الإعاقة عبارة عن شراكة مجتمعية مع ستوري كروبس، وهي منظمة أمريكية للتاريخ الشفوي مخصصة للحفاظ على القصص ومشاركتها من خلال المقابلات. يتم أرشفة المقابلات المسجلة مع ستوري كروبس في مركز الحياة الشعبية الأمريكية في مكتبة الكونجرس بإذن من المحاور.

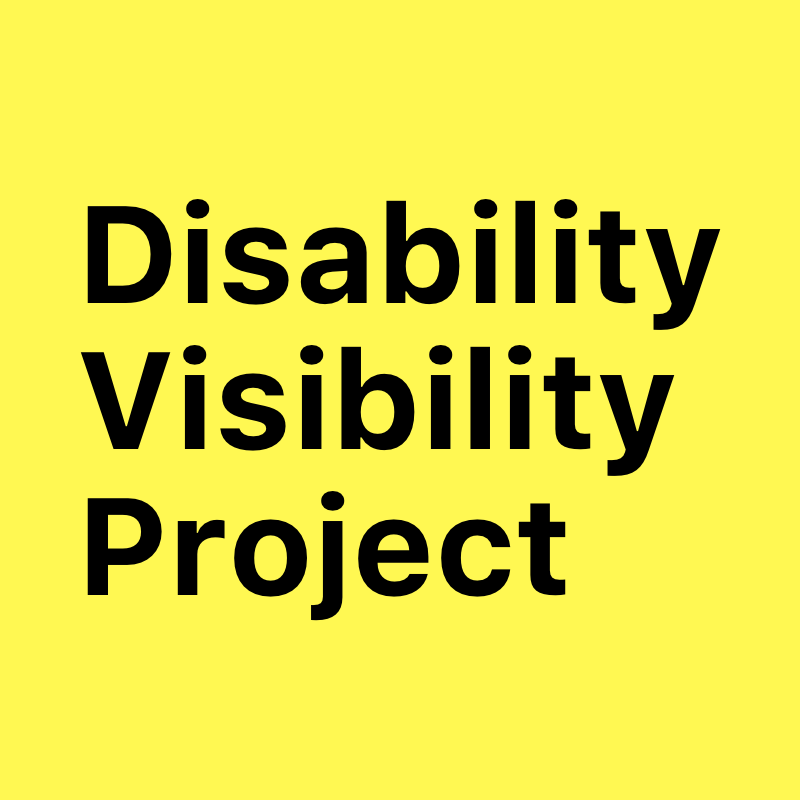
مشروع إبراز الإعاقة (خلفية صفراء مع نص أسود)

تتكون المنصة بشكل أساسي من منشورات المدونات وحلقات البث الصوتي، بالإضافة إلى الوسائط المعطلة من القصص الشفوية المجمعة في شكل تغريدات وقصص إذاعية ومقاطع صوتية وصور.

## تاريخ
تأسست المنظمة على يد الناشطة في مجال الإعاقة أليس وونغ عام 2014، وهي لا تزال المبدعة والمديرة الوحيدة للمشروع. يوجد حوالي 61 مليون شخص من ذوي الإعاقة في أمريكا، معظمهم لا يُمثلون في وسائل الإعلام الرئيسية. تأمل المنظمة في إنشاء سجل تاريخي ومعارفي حول حياة وتجارب الأشخاص ذوي الإعاقة. وقد أُنشئت للحفاظ على تجارب هذه الفئة المهمشة.
كان المشروع في الأصل عبارة عن حملة استمرت لمدة عام وانتهت في عام 2015 للاحتفال بمرور 25 عامًا على صدور قانون الأمريكيين ذوي الإعاقة لعام 1990. وعلى الرغم من أن القانون يتطلب أماكن مخصصة لوقوف السيارات ومنحدرات للأشخاص ذوي الإعاقة، إلا أن وونغ اعتقدت أن هذه الجهود لم تحمي مجتمع المعاقين فعليًا. وظلت وونغ تنتقد تقدم وإنجازات قانون الأمريكيين ذوي الإعاقة، وخاصة فيما يتعلق بالتفاوت في الرعاية الصحية والتعليم والأمن الاقتصادي، مما يحد من القدرة على المشاركة الكاملة في كل جانب من جوانب المجتمع. تم إطلاق المنظمة كوسيلة لمجتمع المعاقين لاستعادة السيطرة على روايتهم وتفكيك فكرة أن العيش مع الإعاقة أمر مثير للشفقة أو ملهم. ولأن وونغ كانت تعتقد أن مجتمع المعاقين يفتقر إلى تاريخ موثق، فقد عملت مع ستوري كروبس لإنشاء المنظمة وزيادة الوعي بالأشخاص العاديين الذين يعيشون بإعاقات جسدية وعقلية و/أو صعوبات التعلم.

## الأهداف
يتعاون البرنامج  مع ستوري كروبس لتشجيع الأشخاص ذوي الإعاقة على تسجيل قصصهم الشفوية ومشاركة تجاربهم الحياتية مع الإعاقة. يهدف ذلك إلى إنشاء وسائط إعلامية متعددة الوسائط وسهلة الوصول للأشخاص ذوي الإعاقة. تُعدّ المنصة مساحةً للأشخاص ذوي الإعاقة للتعبير عن آرائهم. يُساهم المشاركون الذين يشاركون مقابلاتهم وقصصهم في أرشيف من القصص المؤثرة المتاحة للأجيال القادمة.

## أرشيف
مشروع إبراز الإعاقة هو جهد مستمر. أُطلق البودكاست عام 2017، ويضم أكثر من 80 حلقة، كل حلقة منها تتناول تجارب مجتمع ذوي الإعاقة بصراحة وصدق. وتتراوح المواضيع بين ألعاب الفيديو، وتغير المناخ، والشعر، والهجرة، والتقاطعية، والتصميم، والعنف، والصحة النفسية، وريادة الأعمال.
يمكنكم الاطلاع على قائمة بجميع مقابلات المنظمة على موقعهم الإلكتروني. تُرتب المقابلات أبجديًا حسب اسم عائلة المُقابل. تحتوي كل صفحة مقابلة على مقطع صوتي مُحرر، ووصف صورة، ونص مكتوب، من إنتاج الفريق. تُمثل مجموعة المقابلات أرشيفًا لثقافة وتاريخ الإعاقة.
تنشر مدونة المنظمة تقارير وأخبارًا ومنشورات مدونات وجلسات أسئلة وأجوبة ومقالات أصلية كتبها وونغ وكتاب ضيوف وأشخاص من ذوي الإعاقة منخرطون في الثقافة على جميع المستويات. تشمل المواضيع التمييز ضد ذوي الإعاقة، والتقاطعية، والثقافة، والإعلام، والسياسة من منظور الأشخاص من ذوي الإعاقة.
يتم أرشفة نسخ من مقابلات التاريخ الشفوي في مركز الحياة الشعبية الأمريكية في مكتبة الكونجرس إذا تم الحصول على إذن من المحاور.

## روابط خارجية
- الموقع الرسمي.